# Horsens fS
 Der er for få eller ingen kildehenvisninger i denne artikel, hvilket er et problem. Du kan hjælpe ved at angive troværdige kilder til de påstande, som fremføres i artiklen.

Horsens Forenede Sportsklubber eller Horsens fS er en dansk fodboldklub og tidligere atletik og criketklub hjemmehørende i Horsens. Klubben spiller pr. 2020 i Jyllandsserien, men har tidligere spillet i landets bedste række. Klubben er moderklub til eliteafdelingen AC Horsens.

## Historie
Foreningen blev stiftet i 4. november 1915, som en sammenlægning mellem Horsens Boldklub og Horsens Idrætsklub Fremad. Det var dog først i foråret 1926 at klubben deltog i kampe under DBU.
1. januar 1994 stiftede klubben sammen med FC Horsens elitesatsningen AC Horsens.